# برج هلال

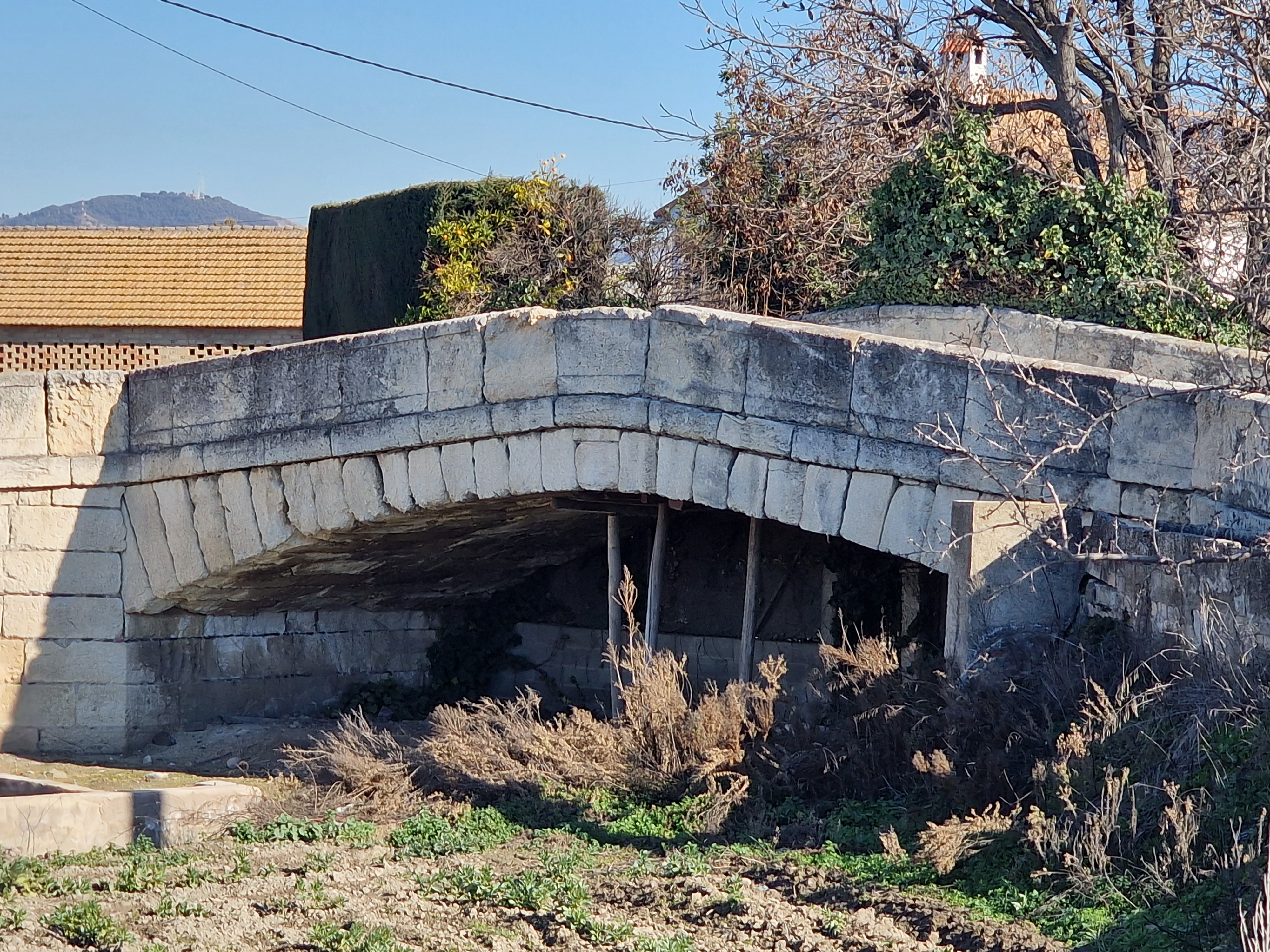
جرس الفرنسيين، بجوار الحدود بين بلديتي فيغاس الشنيل وغرناطة

برج هلال هي مدينة إسبانية تابعة لبلدية فيغاس الشنيل في مقاطعة غرناطة في منطقة الأندلس المتمتعة بالحكم الذاتي . تقع في الجزء الأوسط من منطقة فيغا غرناطة. بالقرب من هذه المدينة توجد مدن عمروس وبلسانة وقولر. يتدفق نهر ديلار إلى نهر شنيل بالقرب من المركز.